# جيم ميلر (قاتل متسلسل)
جيم ميلر (بالإنجليزية: Jim Miller) هو قاتل متسلسل أمريكي، ولد في 25 أكتوبر 1866 في فان بيورين في الولايات المتحدة، وتوفي في 19 أبريل 1909 في أدا في الولايات المتحدة بسبب شنق.